# Mineviku varjud
Mineviku varjud (zu deutsch Schatten der Vergangenheit) ist der Titel eines estnischen Stummfilms aus dem Jahr 1924.

## Handlung
Estland im 13./14. Jahrhundert: die Ritter des Schwertbrüderordens rücken mit Kreuz und Schwert immer weiter gegen die heidnischen estnischen Stämme vor. Die Esten kämpfen um ihr Schicksal. Ihnen gelingt es, in blutigen Schlachten ihre Freiheit vor den Invasoren zu verteidigen.
Der Plot zu Mineviku varjud basiert – wie der im darauffolgenden Jahr entstandene Spielfilm Esimese öö õigus – auf der tragischen Geschichte der Esten und ihrer Abwehr gegen ausländische Usurpatoren. Das nationalromantische Thema des jahrhundertelangen Kampfs um die Freiheit des estnischen Volkes steht im Mittelpunkt des Spielfilms.

## Hintergrund
Das abenteuerreiche Historiendrama aus dem Mittelalter war der erste abendfüllende estnische Spielfilm. Regie führten Valter Palm und A. Nugis. Die Kameraleitung lag bei dem estnischen Filmpionier Konstantin Märska.
Der Film hatte am 12. Dezember 1924 in Tallinn Premiere. Er gilt als verschollen.